# Pustynia ilasta

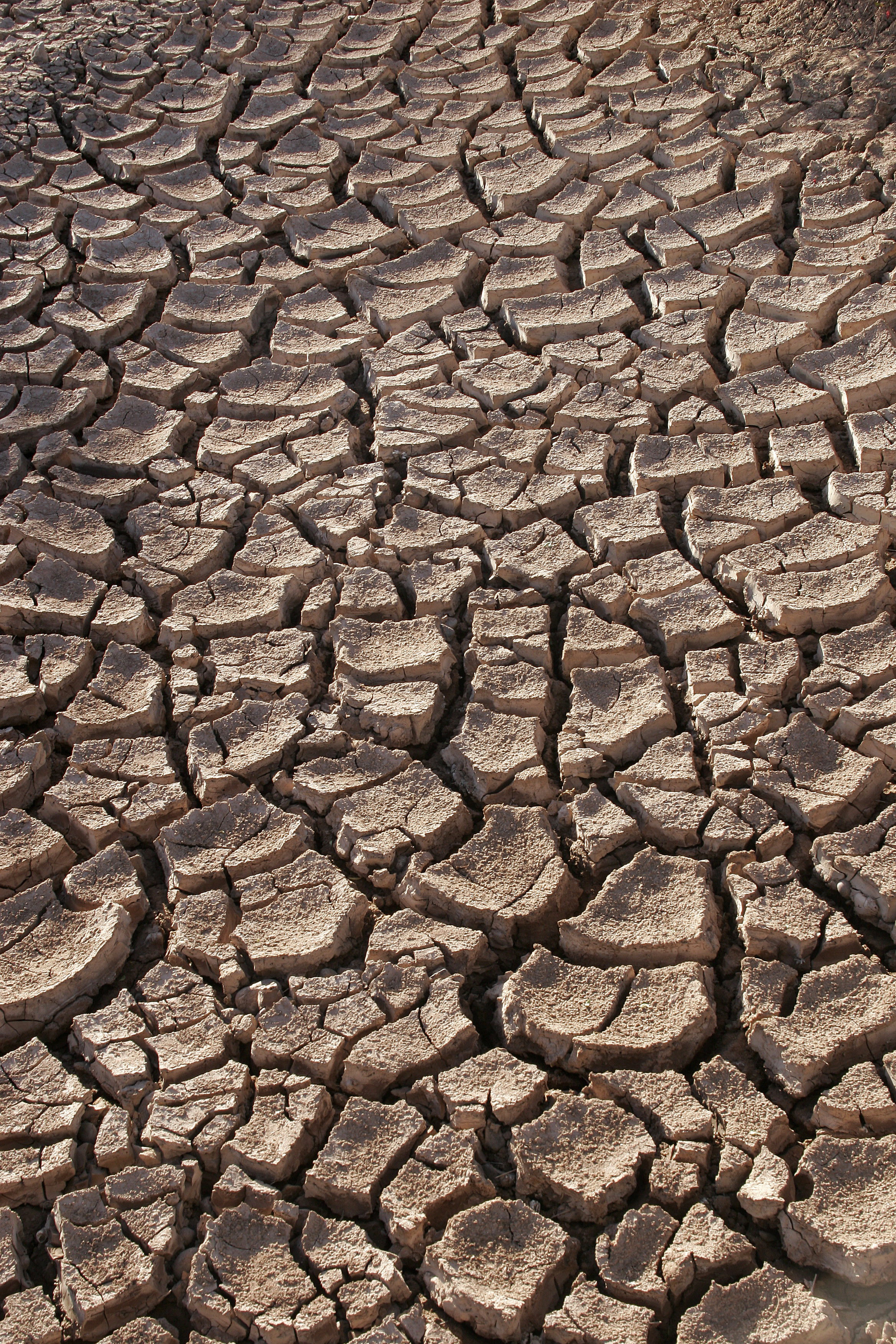
Takyr na pustyni Sonora

Pustynia ilasta – rodzaj pustyni, wyróżniony ze względu na materiał budujący. Pustynie ilaste zbudowane są z twardego i silnie zasolonego iłu. Po intensywnych, aczkolwiek sporadycznych, opadach deszczu ił zamienia się w błoto lub w dno epizodycznego jeziora.
W zależności od regionu w jakim te pustynie występują, można spotkać się z nazwami: kewir, takyr i plaja.